# Бібліотека імені Наталі Забіли для дітей
Бібліотека ім. Наталі Забіли для дітей (Київ) Голосіївського району м.Києва.

## Адреса
03039 м. Київ, пр-т Науки, 4

## Характеристика
Площа приміщення бібліотеки — 883 м², книжковий фонд — 37,0 тис. примірників. Щорічно обслуговує 4,8 тис. користувачів, кількість відвідувань за рік — 43,0 тис., книговидач — 92,0 тис. примірників.

## Історія бібліотеки
Про дату відкриття бібліотеки точних відомостей немає. Зі свідчень, що збереглися в архівах  відомо, що в 1938 році бібліотека мала назву «Дитяча районна бібліотека імені Л. Кагановича».
Під час війни фонд бібліотеки було втрачено, але вже в травні 1944 року вона відновила свою діяльність. Пізніше бібліотека ще кілька разів змінювала назву й адресу.
У 1993 році присвоєно ім'я відомої української письменниці Наталії Забіли.
Бібліотека прагне бути посередником між потоком інформації та своїми користувачами — дітьми, допомагати їм раціонально й змістовно проводити свій вільний час, розвивати їх здібності, надавати посильну допомогу батькам у вихованні дітей.